# Дібров Геннадій Данилович
Генна́дій Дани́лович Дібро́в (* 11 серпня 1927, Ростов-на-Дону — † 15 травня 1985, Дніпропетровськ) —
український та російський вчений радянських часів, знавець в галузі будівельних матеріалів, грудень 1979 — член-кореспондент АН УРСР, за спеціальністю будівельні матеріали.

## З життєпису
1950 року закінчив навчання в Ростовському інженерно-будівельному інституті, там же залишився працювати.
З 1971 року завідував кафедрою у Дніпропетровському інженерно-будівельному інституті.
Його праці присвячені вивченню молекулярно-поверхневих сил в будівельних матеріалах, також розробляв та досліджував теплоізоляційні матеріали й жаростійкі бетони з наперед визначеними властивостями.
Запатентовано в СРСР 50 патентів. Один з них — «Сировинна суміш для виготовлення вогнетривких виробів» — разом з Шпирьком Миколою Васильовичем, Приходьком Анатолієм Петровичем, Глущенком Валентином Матвійовичем, Козубовим Валентином Гавриловичем.